# Enrico Feroci
Enrico Feroci (Pizzoli, 27. kolovoza 1940.) talijanski je prelat Katoličke Crkve, trenutno služi kao župnik svetišta Naše Gospe od božanske ljubavi u Rimu. Svoju karijeru proveo je u Rimskoj biskupiji, obavljajući pastoralne zadaće i pridonoseći upravi biskupije. Od 2009. do 2017. vodio je biskupijski ogranak Caritasa koji nadzire programe socijalnog služenja i pomoći.
Papa Franjo ga je 28. studenoga 2020. imenovao kardinalom. U iščekivanju tog konzistorija primio je 15. studenoga biskupsko posvećenje.
Feroci je bio prvi svećenik Rimske biskupije kojeg je papa Franjo primio nakon izbora za papu 13. ožujka 2013. godine.